# КК Јединство Бијело Поље
КК Јединство Бијело Поље је црногорски кошаркашки клуб из Бијелог Поља. У сезони 2024/25. клуб се такмичи у Првој лиги Црне Горе. Клуб је основан 1994. као Југотес ТНН те се под овим именом такмичио до 1998, затим као Јединство 1950, а тренутно је познат под називом Јединство Меридианбет. До 2006. је играо у оквиру лигашког система Србије и Црне Горе.